# Вестхофен (Рейнхессен)
Вестофен (нем. Westhofen) — община в Германии, в земле Рейнланд-Пфальц.
Входит в состав района Альцай-Вормс. Подчиняется управлению Вестофен. Население составляет 3137 человек (на 31 декабря 2010 года). Занимает площадь 14,73 км².